# Polygala russelliana
Polygala russelliana är en jungfrulinsväxtart som beskrevs av Sidney Fay Blake. Polygala russelliana ingår i släktet jungfrulinssläktet, och familjen jungfrulinsväxter. Inga underarter finns listade i Catalogue of Life.